# Liste der Baudenkmale in Süderholz
In der Liste der Baudenkmale in Süderholz sind alle Baudenkmale der Gemeinde Süderholz (Landkreis Vorpommern-Rügen) und ihren Ortsteile aufgelistet. Grundlage ist die Veröffentlichung der Denkmalliste des Landkreises Vorpommern-Rügen, Auszug aus der Kreisdenkmalliste vom Juli 2012 und September 2013.

## Barkow
| ID | Lage               | Bezeichnung | Beschreibung | Bild     |
| -- | ------------------ | ----------- | ------------ | -------- |
| 85 | Ahornweg 7 (Karte) | Gutshaus    |              | Gutshaus |

## Bartmannshagen
| ID   | Lage                                 | Bezeichnung                                          | Beschreibung | Bild |
| ---- | ------------------------------------ | ---------------------------------------------------- | ------------ | ---- |
| 170  | Bartmannshagen-Dorfstraße 33 (Karte) | Gasthaus, Eingangstür aus Berliner Charité (um 1900) |              |      |
| 173A | Dorfstraße 34 (Karte)                | Speicher-Scheunengebäude                             |              |      |
| 171  | Dorfstraße 35 (Karte)                | Stall des ehemaligen Gutes                           |              |      |
| 172  | Dorfstraße 39 (Karte)                | Gutshaus (Krankenhaus) mit Park                      |              |      |
| 173B |                                      | Speicher-Scheunengebäude                             |              |      |

## Behnkenhagen
| ID  | Lage                    | Bezeichnung                                                           | Beschreibung | Bild                              |
| --- | ----------------------- | --------------------------------------------------------------------- | ------------ | --------------------------------- |
| 179 | Lärchengrund 2 (Karte)  | Wohnhaus (ehem. Bauernhof Anders)                                     |              | Wohnhaus (ehem. Bauernhof Anders) |
| 178 | Lärchengrund 14 (Karte) | Bauernhof (Kitty/Grossing) mit Wohnhaus, Feldscheune, Querdielenstall |              |                                   |

## Boltenhagen
| ID  | Lage          | Bezeichnung | Beschreibung | Bild |
| --- | ------------- | ----------- | ------------ | ---- |
| 194 | Dorfstraße 20 | Gutshaus    |              |      |

## Bretwisch
| ID  | Lage                               | Bezeichnung                                             | Beschreibung | Bild           |
| --- | ---------------------------------- | ------------------------------------------------------- | ------------ | -------------- |
| 243 | Bretwischer Hauptstraße 21 (Karte) | Bauernhof mit Wohnhaus und Stall                        |              |                |
| 244 | Friedhof (Karte)                   | Kirche mit Friedhof, Backsteinmauer und Friedhofsportal |              | Weitere Bilder |

## Dönnie
| ID   | Lage                   | Bezeichnung                              | Beschreibung | Bild |
| ---- | ---------------------- | ---------------------------------------- | ------------ | ---- |
| 283A | Neue Straße 14 (Karte) | Bauernhof mit Wohnstallgebäude und Stall |              |      |
| 283B | Neue Straße 13 (Karte) | Bauernhof mit Wohnstallgebäude und Stall |              |      |

## Griebenow
| ID   | Lage                    | Bezeichnung                                                 | Beschreibung | Bild                                            |
| ---- | ----------------------- | ----------------------------------------------------------- | --- | ----------------------------------------------- |
| 359J | Bisdorfer Weg 1 (Karte) | Schlossanlage (Inspektorenhaus mit Gartenlaube)             | | Schlossanlage (Inspektorenhaus mit Gartenlaube) |
| 359K | Bisdorfer Weg 3 (Karte) | Schlossanlage (Inspektorenhaus mit Gartenlaube)             | |                                                 |
| 359L | Bisdorfer Weg 5 (Karte) | Schlossanlage (Schnitterkaserne)                            | | Schlossanlage (Schnitterkaserne)                |
| 1343 | L26                     | Meilenobelisk                                               | |                                                 |
| 359M | Parkstraße (Karte)      | Schlossanlage (Kapelle mit Glockenturm, Friedhof mit Mauer) | | Weitere Bilder                                  |
| 358A | Parkstraße 2 (Karte)    | Gutskaten                                                   | |                                                 |
| 358B | Parkstraße 3 (Karte)    | Gutskaten                                                   | |                                                 |
| 358C | Parkstraße 4 (Karte)    | Gutskaten                                                   | |                                                 |
| 358D | Parkstraße 5 (Karte)    | Gutskaten                                                   | |                                                 |
| 358E | Parkstraße 6 (Karte)    | Gutskaten                                                   | |                                                 |
| 358F | Parkstraße 7 (Karte)    | Gutskaten                                                   | |                                                 |
| 358G | Parkstraße 8 (Karte)    | Gutskaten                                                   | |                                                 |
| 358H | Parkstraße 9 (Karte)    | Gutskaten                                                   | |                                                 |
| 358I | Parkstraße 10 (Karte)   | Gutskaten                                                   | |                                                 |
| 358J | Parkstraße 11 (Karte)   | Gutskaten                                                   | |                                                 |
| 358K | Parkstraße 12 (Karte)   | Altenwohnhaus                                               | |                                                 |
| 359H | Parkstraße 13 (Karte)   | Schlossanlage (Kuhstall, Dampfpflughaus)                    | |                                                 |
| 359I | Parkstraße 14 (Karte)   | Schlossanlage (Turmscheune)                                 | |                                                 |
| 359E | Parkstraße 17 (Karte)   | Schlossanlage (Kuhstall)                                    | |                                                 |
| 359F | Parkstraße 19 (Karte)   | Schlossanlage (Stellmacherei, Schmiede)                     | |                                                 |
| 359G | Parkstraße 22 (Karte)   | Schlossanlage (Schafstall)                                  | |                                                 |
| 359D | Schlossstraße 1 (Karte) | Schlossanlage (weitere Gebäude)                             | |                                                 |
| 359C | Schlossweg (Karte)      | Schlossanlage (weitere Gebäude)                             | |                                                 |
| 359N | Schlossweg 2 (Karte)    | Schlossanlage mit Schloss (einschließlich Inventar)         | Schloss Griebenow, 2-gesch., 13-achs. Barockbau von 1709 vermutl. nach Plänen von Nicodemus Tessin der Jüngere, Gut der Familien von Rehnskiöld (18. Jh.), Keffenbrink und Langen-Keffenbrink (18 – 19. Jh.) | Weitere Bilder                                  |
| 359A | Schlossweg 4 (Karte)    | Schlossanlage (weitere Gebäude)                             | |                                                 |
| 359B | Schlossweg 6 (Karte)    | Schlossanlage (weitere Gebäude)                             | |                                                 |
| 359O | (Karte)                 | Parkanlage                                                  | | Parkanlage                                      |

## Grischow
| ID  | Lage                         | Bezeichnung | Beschreibung | Bild |
| --- | ---------------------------- | ----------- | ------------ | ---- |
| 434 | Boltenhäger Straße 3 (Karte) | Gutshaus    |              |      |

## Groß Bisdorf
| ID  | Lage                        | Bezeichnung                                    | Beschreibung | Bild                                           |
| --- | --------------------------- | ---------------------------------------------- | ------------ | ---------------------------------------------- |
| 446 | An der Kirche (Karte)       | Kirche mit Friedhof, Feldsteinmauer und Portal |              | Kirche mit Friedhof, Feldsteinmauer und Portal |
| 439 | An der Kirche 4 (Karte)     | Wohnhaus und Scheune                           |              |                                                |
| 438 | An der Kirche 5 (Karte)     | Wohnhaus                                       |              | Wohnhaus                                       |
| 437 | An der Kirche 6 (Karte)     | Katen                                          |              |                                                |
| 440 | An der Kirche 8 (Karte)     | Pfarrhof                                       |              | Pfarrhof                                       |
| 441 | An der Kirche 9 (Karte)     | Stall                                          |              |                                                |
| 442 | Dr.-Witte-Straße (Karte)    | ehemaliges Wohnhaus                            |              |                                                |
| 445 | Dr.-Witte-Straße 14 (Karte) | Wohnhaus                                       |              | Wohnhaus                                       |
| 444 | Dr.-Witte-Straße 16 (Karte) | Bauernhof (Wohnhaus und Stall)                 |              |                                                |
| 447 | Friedhofsmauer (Karte)      | Kriegerdenkmal                                 |              | Kriegerdenkmal                                 |
| 436 | Schulweg 5 (Karte)          | Scheune                                        |              |                                                |

## Kandelin
| ID   | Lage                            | Bezeichnung                     | Beschreibung | Bild |
| ---- | ------------------------------- | ------------------------------- | ------------ | ---- |
| 499  | An der alten Dorfstraße (Karte) | Kapelle mit Friedhof            |              |      |
| 1313 | Schulstraße 6 (Karte)           | Wandgemälde von Helmut Maletzke |              |      |

## Kaschow
| ID  | Lage               | Bezeichnung                                                                              | Beschreibung | Bild |
| --- | ------------------ | ---------------------------------------------------------------------------------------- | ------------ | ---- |
| 506 | Kaschow 11 (Karte) | Wohnhaus                                                                                 |              |      |
| 507 | Kaschow (Karte)    | Kapelle mit Friedhof, Feldsteinmauer, Torpfeilern und zahlreichen Grabstelen 18./19. Jh. |              |      |

## Klevenow
| ID   | Lage                     | Bezeichnung                                         | Beschreibung | Bild    |
| ---- | ------------------------ | --------------------------------------------------- | ------------ | ------- |
| 536C | Am Schlosspark 1 (Karte) | Gutsanlage (Marstall)                               |              |         |
| 536B | Am Schlosspark 2 (Karte) | Schlossanlage (Torsituation, Umfassungsmauer, Park) |              |         |
| 536A | Am Schlosspark 4 (Karte) | Schlossanlage (Schloss und Park)                    |              |         |
| 535  | Am Schlosspark 5 (Karte) | Kapelle                                             |              | Kapelle |

## Kreutzmannshagen
| ID  | Lage                    | Bezeichnung                                 | Beschreibung | Bild                  |
| --- | ----------------------- | ------------------------------------------- | ------------ | --------------------- |
| 541 | (Karte)                 | Kirche mit Friedhof und Grabstelen von 1820 |              |                       |
| 542 | Zur Crusnitz 12 (Karte) | ehemaliger Wasserturm                       |              | ehemaliger Wasserturm |

## Neuendorf
| ID  | Lage                  | Bezeichnung                                                          | Beschreibung | Bild                                                                 |
| --- | --------------------- | -------------------------------------------------------------------- | ------------ | -------------------------------------------------------------------- |
| 647 | Am Dorfbach (Karte)   | Kapelle mit Friedhof, Glockenstuhl und zwei Grabstelen 1800 und 1871 |              | Kapelle mit Friedhof, Glockenstuhl und zwei Grabstelen 1800 und 1871 |
| 643 | Am Dorfbach 9 (Karte) | Querbüdnerei                                                         |              |                                                                      |
| 646 | Dörpallee 3 (Karte)   | Wohnhaus/Schmiede mit Stall und Scheune                              |              | Wohnhaus/Schmiede mit Stall und Scheune                              |
| 645 | Dörpallee 4 (Karte)   | Wohnhaus mit Stallscheune                                            |              | Wohnhaus mit Stallscheune                                            |
| 648 | Dörpallee 64 (Karte)  | Wohnstallhaus                                                        |              |                                                                      |

## Poggendorf
| ID   | Lage                        | Bezeichnung                                                                                               | Beschreibung                                                                                              | Bild |
| ---- | --------------------------- | --- | --- | --- |
| 694  | Alte Dorfstraße 4 (Karte)   | Katen | | Katen |
| 1348 | An der B 194                | Meilenobelisk                                                                                             | | |
| 86   | B 194                       | Meilenobelisk                                                                                             | | |
| 695  | Forstweg 4 (Karte)          | Forsthaus                                                                                                 | | Forsthaus                                                                                                 |
| 696  | Friedhof (Karte)            | Kapelle mit Friedhof u. Glocke von 1725 (im neu errichteten Glockenstuhl) zwei Grabstelen (1. D. 19. Jh.) | Kapelle mit Friedhof u. Glocke von 1725 (im neu errichteten Glockenstuhl) zwei Grabstelen (1. D. 19. Jh.) | Kapelle mit Friedhof u. Glocke von 1725 (im neu errichteten Glockenstuhl) zwei Grabstelen (1. D. 19. Jh.) |
| 693  | Grimmener Straße 13 (Karte) | Katen | | Katen |

## Rakow
| ID   | Lage                    | Bezeichnung                                      | Beschreibung | Bild                                             |
| ---- | ----------------------- | ------------------------------------------------ | ------------ | ------------------------------------------------ |
| 817  | Bahnhofstraße 9 (Karte) | Bahnhof (Empfangsgebäude und Nebengebäude)       |              | Weitere Bilder                                   |
| 823  | Die Kirche (Karte)      | Kirche mit Friedhof                              |              | Weitere Bilder                                   |
| 818A | Groß Rakow 1 (Karte)    | Katen                                            |              | Katen                                            |
| 818B | Groß Rakow 2 (Karte)    | Katen                                            |              | Katen                                            |
| 822A | Groß Rakow 36 (Karte)   | Gutsanlage (Gutshaus)                            |              |                                                  |
| 822B | Groß Rakow 38 (Karte)   | Gutsanlage (Speicherwohngebäude)                 |              |                                                  |
| 821  | Klein Rakow 27 (Karte)  | Wohnhaus mit Nebengebäude und Handschwengelpumpe |              | Wohnhaus mit Nebengebäude und Handschwengelpumpe |
| 820  | Klein Rakow 29 (Karte)  | Wohnhaus                                         |              | Wohnhaus                                         |
| 819  | Zum Torfkanal 2 (Karte) | Wohnhaus                                         |              | Wohnhaus                                         |

## Schmietkow
| ID   | Lage                               | Bezeichnung | Beschreibung | Bild |
| ---- | ---------------------------------- | ----------- | ------------ | ---- |
| 1027 | Schmietkower Dorfstraße 12 (Karte) | Gutshaus    |              |      |

## Willerswalde
| ID   | Lage                    | Bezeichnung                                                                          | Beschreibung | Bild                                                                                 |
| ---- | ----------------------- | ------------------------------------------------------------------------------------ | ------------ | ------------------------------------------------------------------------------------ |
| 1189 | Willerswalde 1 (Karte)  | Gutsanlage (ehemaliger Speicher, Stall, kleiner Stall, Pumpenhaus und Trafohäuschen) |              | Gutsanlage (ehemaliger Speicher, Stall, kleiner Stall, Pumpenhaus und Trafohäuschen) |
| 1186 | Willerswalde 5 (Karte)  | Katen                                                                                |              |                                                                                      |
| 1187 | Willerswalde 6a (Karte) | Katen                                                                                |              |                                                                                      |
| 1188 | (Karte)                 | Kapelle mit Friedhof                                                                 |              | Kapelle mit Friedhof                                                                 |

## Wüst Eldena
| ID   | Lage                   | Bezeichnung | Beschreibung | Bild     |
| ---- | ---------------------- | ----------- | ------------ | -------- |
| 1194 | Lindhorstweg 2 (Karte) | Gutshaus    |              | Gutshaus |

## Wüsteney
| ID   | Lage                  | Bezeichnung   | Beschreibung | Bild |
| ---- | --------------------- | ------------- | ------------ | ---- |
| 1195 | Gutsstraße 16 (Karte) | Gutshaus      |              |      |
| 1196 | (Karte)               | Kapellenruine |              |      |

## Quelle
- Denkmalliste des Landkreises Vorpommern-Rügen